# Guasuctenus longipes
Espèce
Synonymes
- Ctenus longipes Keyserling, 1891
- Ctenus griseus Keyserling, 1891
- Ctenus vertebratus F. O. Pickard-Cambridge, 1902

Guasuctenus longipes est une espèce d'araignées aranéomorphes de la famille des Ctenidae.

## Distribution
Cette espèce se rencontre au Brésil au Santa Catarina et au Rio Grande do Sul et en Uruguay.

## Description
Le mâle décrit par Polotow et Brescovit en 2019 mesure 17,30 mm et la femelle 21,9 mm, les mâles mesurent de 16,3 à 24,4 mm et les femelles de 16,6 à 29,8 mm.

## Publication originale
- Keyserling, 1891 : Die Spinnen Amerikas. Brasilianische Spinnen. Nürnberg, vol. 3, p. 1-278.